# Ugo Adinolfi
Ugo Adinolfi, ne le 1er avril 1943 à Milan et mort le 26 avril 2016 à Rome, est un acteur italien.

## Biographie
Ugo Adinolfi a été diplômé au Centro sperimentale di cinematografia de Rome. C'est un acteur de second rôle qui a joué dans une cinquantaine de films. Il a arrêté sa carrière vers 1975.
Il est le père du journaliste et homme politique Mario Adinolfi (it).

## Filmographie

### Cinéma
- 1966 : Je ne fais pas la guerre, je fais l'amour (Non faccio la guerra, faccio l'amore) de Franco Rossi
- 1967 : Killer Kid de Leopoldo Savona : un soldat de Ramirez
- 1967 : La Ceinture de chasteté (La cintura di castità) de Pasquale Festa Campanile
- 1967 : Rick and John, Conquerors of the West
- 1968 : Avec Django, ça va saigner
- 1968 : Bandits in Rome
- 1968 : Chimera : Soldat venu de Naples
- 1968 : Deux Pistolets pour un lâche (Il pistolero segnato da Dio) de Giorgio Ferroni
- 1968 : Django porte sa croix
- 1968 : El mercenario
- 1968 : I 2 deputati
- 1968 : Massacre pour un shérif (Il lungo giorno del massacro)
- 1968 : La mort a pondu un œuf
- 1968 : Le Fils de l'Aigle noir (Il figlio di Aquila Nera) de Guido Malatesta : un officier
- 1968 : Le Moment de tuer (Il momento di uccidere) de Giuliano Carnimeo : un pistolero de Forrester
- 1968 : Los machos
- 1968 : Sartana
- 1968 : Silvia et l'amour de Sergio Bergonzelli : Umberto
- 1968 : La Fille qui ne savait pas dire non (Tenderly)
- 1968 : Tuez-les tous... et revenez seul!
- 1968 : Un certain jour
- 1968 : Vacanze sulla Costa Smeralda
- 1969 : Amarsi male
- 1969 : Dans l'enfer des sables de Alfonso Brescia  : Sgt. Leccese
- 1969 : Deux Salopards en enfer : soldat américain (en tant que Bruno Adinolfi)
- 1969 : Il ragazzo che sorride : invité à la fête
- 1969 : Indovina chi viene a merenda? : prisonnier
- 1969 : L'Alibi
- 1969 : La Bataille de El Alamein
- 1969 : La Loi de la violence : Sidney
- 1969 : La stagione dei sensi : Marco
- 1969 : Moi, Emmanuelle
- 1969 : Sur ordre du Führer (La battaglia d'Inghilterra) d'Enzo G. Castellari
- 1969 : Tarzana, sexe sauvage
- 1969 : Les Sept Bérets rouges
- 1969 : Un corps chaud pour l'enfer (Un corpo caldo per l'inferno)
- 1969 : Zorro, marquis de Navarre (Zorro marchese di Navarra) de Franco Montemurro : Lieutenant français
- 1970 : Un homme nommé Apocalypse Joe : pistolero avec Berg
- 1970 : Enquête sur un citoyen au-dessus de tout soupçon de Elio Petri : policier
- 1970 : I due maghi del pallone de Mariano Laurenti : Rosario
- 1970 : La ragazza del prete
- 1970 : Un amore oggi de Edoardo Mulargia
- 1970 : Una storia d'amore
- 1971 : A Bullet for a Stranger : Breeder
- 1971 : I due assi del guantone : Garde du corps de Giovanni
- 1971 : Le Jour du jugement : Joueur de poker
- 1971 : Ma che musica maestro : gérant d'hôtel
- 1971 : Mazzabubù... Quante corna stanno quaggiù?
- 1971 : Meurtre par intérim : pompiste
- 1971 : Quand les colts fument... on l'appelle Cimetière (Gli fumavano le Colt... lo chiamavano Camposanto) de Giuliano Carnimeo
- 1971 : Miracle à l'italienne
- 1971 : On m'appelle Alléluia : Pablito
- 1975 : Il Sergente Rompiglioni diventa... caporale de Mariano Laurenti : Lieutenant Marco La Torre
- 1975 : Istantanea per un delitto de Mario Imperoli